# Heliophorus nolus
Heliophorus nolus är en fjärilsart som beskrevs av John Nevill Eliot 1963. Heliophorus nolus ingår i släktet Heliophorus och familjen juvelvingar. Inga underarter finns listade i Catalogue of Life.